# Исламский комитет России
Исламский комитет России — религиозно-общественная организация. Создал исламский комитет России Гейдар Джемаль, он же являлся её бессменным руководителем. Создать этот комитет было решено на заседании оргкомитета Хартумской конференции в 1993 году (Арабской исламской народной конференции). В 1995 году в Москве начал официально функционировать.
Изначально Исламский комитет России рассматривался как отделение международного Исламского комитета. Но после прекращения деятельности Хартумской конференции данная организация стала отдельной структурой.
Рабочий состав исламского комитета постоянно менялся и обновлялся, за годы его деятельности в него входили многие известные люди, например Максим Шевченко (известный телеведущий, журналист), Вадим Сидоров (Харун ар-Руси) (лидер НОРМ), Анастасия (Фатима) Ежова (журналистка)  и многие другие.
Бессменными участниками Исламского комитета были Гейдар Джемаль и его сын Орхан Джемаль (печатался под псевдонимом Карабааги). Орхан Джемаль попутно работал журналистом «Новой газеты» и занимал должность заместителя главного редактора общественно-политического журнала «Смысл».

## Деятельность
Изначальной идеей создания Исламского комитета было обращение через массовые медиаресурсы к широкой общественности, но эта стратегия оказалась бесперспективной. В связи с этим идеология организации претерпела изменения. Исламский комитет начал свою деятельность практически параллельно с Союзом мусульман России (под руководством Надиршах Хачилаев). Невзирая на разные политические пространства эти две организации сумели достичь дружеских отношений и рабочего взаимодействия (1997 год).
Принцип работы Исламского комитета «целесообразность с точки зрения интересов политического ислама». Это объясняло возможность партнёрства данной организации с абсолютно несовместимыми по своей сути структурами, так как с каждой из них Исламский комитет имел возможность установить свой сектор сотрудничества и тип отношений. Примерами служит сотрудничество в 1996—1999 годах с проправительственной Ассоциацией мусульманских организаций по внешнеполитическим связям, руководил которой Абдурашид Дудаев и сотрудничество с «Кавказ-центром», руководил которым Мовлади Удугов.
Главной задачей Исламского комитета Г. Джемалем было поставлено «сформулировать идеологию политического ислама в XXI веке».
В наше время основная деятельность организации заключена в проведении лекций, издании книг, популяризации лекций через сайты Исламского комитета, участии в деятельности интеллектуально-аналитических клубов, которые имеют влияние на сознание политического класса России, взаимодействии с политическими силами, объективно существующими в стране, тесном сотрудничестве с российскими СМИ. Помимо этого исламский комитет занимается правозащитной деятельностью, в частности ведется помощь гражданам РФ, бывшим узникам лагеря Гуантанамо.
Исламский комитет, несомненно сыграл серьёзную роль в политическом антураже ислама в Москве и России на рубеже XX—XXI веков. Часть современных активистов и мусульманских деятелей подвергались идеологическому влиянию Исламского комитета.
Тем не менее специфический характер Исламского комитета не позволил этой организации стать действительно влиятельной и широкой структурой. По сути, Исламский комитет был группой почитателей и последователей его руководителя — Гейдара Джемаля.